# Deleitosa
Deleitosa là một đô thị trong tỉnh Cáceres, Extremadura, Tây Ban Nha. Theo điều tra dân số 2005 (INE), đô thị này có dân số là 833 người.
39°41′B 5°19′T / 39,683°B 5,317°T